# Stefan III av Moldavien
Stefan III av Moldavien, även kallad Stefan den store, (rumänska: Ştefan cel Mare) född cirka 1433, död 2 juli 1504 i Suceava, var furste över  Furstendömet Moldau (Moldavien) mellan 1457 och 1504.